# Antonio José
Antonio José Sánchez Mazuecos, känd professionellt som Antonio José, född 2 januari 1995 i Palma del Río, Spanien, är en spansk sångare. Antonio José deltog för Spanien med låten "Te traigo flores" i Junior Eurovision Song Contest 2005 där han kom på andra plats.

## Barndomsåren

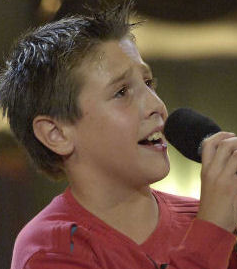
Antonio José under finalen i den spanska tävlingen inför Junior Eurovision 2005

Antonio José föddes den 2 januari 1995 i staden Palma del Río, Córdoba, Spanien. Vid det år Antonio José tävlade, arbetade hans far Antonio Sánchez som tekniker för AVE höghastighetstågens underhåll och hans mor, María Mazuecos var hemmafru och med stort intresse för musik. Under barndomen var Antonio José en entusiastisk fotbollsfantast. Hans far, som var lokal fotbollstränare, försökte styra honom mot en professionell fotbollskarriär, och Antonio José nådde framgång – han blev bland annat spansk silvermedaljör i  futsal (inomhusfotboll). Samtidigt försökte hans mor föra honom närmare ogenom att regelbundet ta med honom på auditioner och castings. Han tog också sång- och gitarrlektioner.
I augusti 2005, när han var 10 år gammal, deltog han i tv-programmet Veo, Veo, som sändes på Canal Sur, där han kom på andra plats. Därefter deltog han i castingen till programmet Gente de Primera, som anordnades av Televisión Española (TVE). Syftet med programmet var att välja Spaniens representant till Junior Eurovision Song Contest 2005. Antonio José blev uttagen till tävlingen den 2 oktober.
I I november 2005 deltog han slutligen i Junior Eurovision Song Contest 2005 i Hasselt, Belgien, där han representerade Spanien med låten Te traigo flores (”Jag ger dig blommor”), som han tillägnade sin nyligen avlidna mormor/farmor.
Antonio José slutade på andra plats med 146 poäng, bara 3 poäng bakom vinnaren, den också 10-åriga belarusiskan Ksenia Sitnik med låten My vmeste (”Vi är tillsammans”) som fick 149 poäng. Invånarna i hans hemstad, inklusive dåvarande borgmästaren Salvador Blanco, firade honom på gatorna och gratulerade till hans insats i tävlingen.

## Karriär
Kort efter sin medverkan i Junior Eurovision gav Antonio José ut sitt första album, Te traigo flores, med samma namn som låten han sjöng i tävlingen. Albumet kombinerar flamenco (som är typiskt för regionen Andalusien där han kommer från), med latinamerikanska rytmer.
Fyra år senare, år 2009, släppte han sitt andra album, Todo vuelve a empezar (”Allt börjar på nytt”), med låtar som speglar tonårsupplevelser, denna gång med musikaliska influenser som rock, pop, funk och ballader.
År 2015 deltog han i den tredje säsongen av talangprogrammet La Voz (spanska The Voice). Antonio José har berättat att det var hans mamma som ringde in till programmet och anmälde honom. I Antonio Orozcos lag blev han en av de fyra finalisterna, och i finalen valde han att framföra låten Aprendiz (”Lärling”) av Malú, en av programmets coacher. Antonio José vann tävlingen, vilket gav honom möjligheten att spela in ett album med Universal Music Group. Det albumet släpptes bara en månad efter vinsten och fick titeln El viaje (”Resan”).
Därefter fortsatte han att ge ut musik:
- år 2016 släppte han Senti2 (en ordlek: sentidos betyder ”känslor”, och siffran 2 uttalas dos på spanska)
- år 2017 kom A un milímetro de ti (”En millimeter från dig”)
- år 2019 släppte han Antídoto (”Motgift”)

Det sistnämnda albumet blev mycket populärt i Spanien och var det mest sålda albumet i landet vid tiden för sin utgivning.